# Motor motocikla
Motor motocikla je na motociklu vgrajen stroj, ki ga poganja. Običajno je nameščen pod tankom za gorivo, med ali tik pred voznikovimi nogami.

## Tipi motorjev na motociklu
Skoraj vse motocikle, ki se uporabljajo v komercialne namene, poganja običejen bencinski motor z notranjim zgorevanjem. Le nekateri manjše različice imajo vgrajen električni motor. Obstaja tudi neznatno število dizelskih motorjev.
Bencinske motorje na motociklih, in tudi sicer, lahko primerjamo po številnih značilnostih. 

## Prostornina motorja
Prostornina motorja je opredeljena kot prostornina mešanice zraka in goriva, ki jo lahko motor vsrka med enim ciklom delovanja. Pri batnem motorju, je to prostornina, ki se zamenja med premikom batov od zgornjega do spodnjega mrtvega središča. Za laika je to »velikost« stroja oziroma motorja. Motorji na motociklih imajo prostornine od 50 do 2300 kubičnih centimetrov.

## Število valjev
Motorji motociklov imajo običajno vgrajene enega do štiri valje so večinoma izdelani z od enim do štirih valjev, ki so nameščeni na najrazličnejše načine. Večvaljni motorji proizvedejo več moči ob enaki prostornini in so pri vožnji nekoliko »mehkejši«. Motorji z manjšim številom valjev so cenejši, lažji in njihovo vzdrževanje je preprostejše. 
Pri enovaljnih motorjih motociklov je valj nameščen tako, da je usmerjen navzgor in nekoliko naprej, s svečko nameščeno zgoraj. 
Motocikli z dvovaljnimi motorji (»twins«), se velikokrat pojavljajo v različici, t. i. V-twin, kjer so valji nameščeni v obliki črke »V« okoli tuljave s pogonsko ročico, ki je postavljena prečno (na primer pravokotno na smer vožnje). Pri japonskih motociklih pogosto srečamo valje nameščene v obliki t. i. inline twin-a. Pri tej obliki so valji nameščeni pravokotno na vrh prenosnika, tako da z njim tvorijo kot približno 90 stopinj. Ducatijev L-Twin je V-Twin s samo enim valjem, ki je obrnjen vodoravno naprej. Kot med valji znaša 90 stopinj, kar omogoča dušenje tresljajev. Za primerjavo povejmo, da znaša kot med valji pri Harley Davidsonu 45 stopinj, zaradi česar, ob upoštevanju njihovega načina vžiga, prihaja do močnega treseja. Tovarna BMW izdeluje znameniti Boxer-Twin (ali Flat-Twin), kjer sta valja nameščena vodoravno, obrnjena drug proti drugemu in na vsaki strani molíta iz okvirja, zaradi česar je boxer motocikel z nizkim številom tresljajev brez uporabe protivibracijskih komponent, kar mu omogoča omenjena namestitev valjev.   
Trivaljni motorji na motociklih so redki in so običajno nameščeni v ravni vrsti, drug ob drugem. Trivaljne motorje vgrajujeta britanska tovarna Triumph in italijanski Benelli v motocikle z veliko prostornino. 
Štirivaljni motorji na motociklih so podobni avtomobilskim in običajno imajo štiri valje nameščene prečno, drugega ob drugem, najdemo jih pa tudi nameščene po dolžini (kot pri BMW-jevi seriji K). Med slednje sodijo vse oblike V-4-motociklov in boxerjev (kot pri Hondini seriji Gold Wing). 
Šest in osemvaljni motorji so redki in jih najdemo zgolj v največjih motociklih. Ameriško podjetje Dodge je izdelalo tudi desetvaljne motocikle, imenovane Tomahawk, v katerih je vgrajen enak motor, kot v njihovem avtu serije Viper (Dodge Viper).    

## Vodno in zračno hlajenje
Vodno hlajeni motocikli imajo vgrajen hladilnik (podobno kot avtomobili), ki razprši toploto. Kadar je motor v teku, voda neprenehoma kroži med hladilnikom in valjem. Ob hladilniku je nameščen tudi manjši ventilator, ki ga upravlja termostat. Večinoma hlajenje ventilatorja preprečuje pregretje motorja, zato so vodno hlajeni motocikli bolj primerni za vožnjo po mestnih središčih, kjer je zaradi pogostega ustavljanja potrebnega veliko speljevanja in zaviranja. 
Zračno hlajeni motocikli nimajo vgrajenega hladilnega sistema kot takega. Pri njih se toplota razprši, s pihanjem vetra mimo motorja. Pri tem imajo njihovi valji nekakšne plavuti, ki pomagajo razpršiti toploto. Motocikli z zračnim hlajenjem so cenejši, preprosteje grajeni in lažji od vodno hlajenih, toda če temperatura prostora oziroma okolice ni dovolj nizka, se njihovi motorji hitro pregrejejo, posebno kadar motor pogosto stoji, kar se običajno dogaja v mestnem prometu. Nekateri proizvajalci v ta namen uporabljajo način hibridnega hlajenja, pri katerem kroži motorno olje med motorjem in majhnim hladilnikom, zaradi česar temu načinu pravimo tudi oljno hlajenje. 

## Štiritaktni in dvotaktni motorji
Pri motociklih imajo tisti z dvotaktnimi motorji določene prednosti pred štiritaktni motor štiritaktnimi: so lažji, preprosteje grajeni in pri optimalnem teku proizvedejo več moči. Po drugi strani so štiritaktni motorji čistejši, bolj zanesljivi in proizvedejo več moči pri veliko širšem obsegu hitrosti motorja. V večini dežel so dvotaktni cestni motocikli bolj izjema kot pravilo, kajti - ob vsem zgoraj navedenim - je njihova predelava, v motocikle, ki ustrezajo trenutnim okoljevarstvenim standardom (predvsem glede emisij škodljivih plinov), zelo draga. Skoraj vsi sodobni dvotaktni motorji motociklov, so enovaljni, vodno hlajeni in njihova prostornina običajno ne presega 600 kubičnih centimetrov. 

## Druge komponente
Pri velikih (in tudi dražjih) motociklih sodi danes k standardni opremi tudi elektronski vbrizg goriva in digitalno upravljanje motorja, a jih vse pogosteje najdemo tudi pri manjših motociklih, predvsem zaradi poostrenih zahtev po zmanjšanju emisij škodljivih plinov in zahtev po izboljšanem delovanju. K opremi vseh motociklov sodi danes tudi t. i. CDI (Capacitor Discharge Ignition/Sprožilec vžiga), ki pomeni bistveni napredek od njegovega predhodnika. Pri dražjih serijah je tuljava valja prevlečena z nikasilom, kar bistveno pripomore k daljši življenjski dobi motorja. 